# كراولر ترانسبورتر
الناقلة المجنزرة أو كراولر ترانسبورتر هي عربة مجنزرة تقوم بنقل المركبات الفضائية من مبنى تجهيز المركبات إلى مجمع الإطلاق 39 في مركز كينيدي للفضاء.